# John Vlissides
John Matthew Vlissides (2 agosto 1961 – Mohegan Lake, 24 novembre 2005) è stato un informatico statunitense, coautore del libro Design Patterns - Elementi per il riuso di software ad oggetti assieme a Erich Gamma, Richard Helm e Ralph Johnson, con cui formava la cosiddetta Gang of Four.

## Biografia
Studiò ingegneria elettrica all'Università della Virginia e alla Stanford University, dove nel 1986 iniziò a lavorare come ricercatore. Nel 1991 divenne membro dello staff di ricerca del Thomas J. Watson Research Center, di proprietà dell'IBM, ad Hawthorne, nello stato di New York.
Nel corso della sua carriera ha pubblicato diversi libri, articoli e documenti accademici, in particolare sulle tecnologie object-oriented, il design pattern e la modellazione del software. È morto a 44 anni per complicazioni dovute a un tumore al cervello. In suo onore il gruppo ACM SIGPLAN ha istituito nel 2008 il John Vlissides Award.